# Sarsinebalia cristoboi
Sarsinebalia cristoboi is een kreeftachtigensoort uit de familie van de Nebaliidae. De wetenschappelijke naam van de soort is voor het eerst geldig gepubliceerd in 2003 door Moreira, Gestoso & Troncoso.